# José Mendiondo
José Mendiondo (n. Madrid, 28 de junio de 1940) fue un jugador de fútbol profesional español que jugaba en la demarcación de defensa.

## Biografía
Formado en la cantera del Atlético de Madrid, José Mendiondo debutó como futbolista profesional con el Club Atlético de Madrid el 5 de noviembre de 1958 a los 18 años de edad con el Club Atlético de Madrid. Jugó un total de 24 partidos, 16 partidos en liga y ocho en copa de Europa. Perteneció dos temporadas más en el club, aunque no llegó a disputar ningún partido oficial. No sería hasta 1966 cuando José Mendiondo volvió a los terrenos juego, esta vez para jugar con el CE Constància, que en aquel entonces militaba en la Segunda División de España. Hizo su debut contra el CF Badalona el 11 de septiembre de 1966. Finalmente al final de la temporada de 1967 se retiró como futbolista profesional a los 27 años de edad.

## Clubes
| Club                    | País   | Año         | Partidos | Goles |
| ----------------------- | ------ | ----------- | -------- | ----- |
| Club Atlético de Madrid | España | 1958 - 1962 | 24       | 0     |
| CE Constància           | España | 1966 - 1967 | 9        | 0     |